# Callitula cyrnus
Callitula cyrnus är en stekelart som först beskrevs av Walker 1843.  Callitula cyrnus ingår i släktet Callitula och familjen puppglanssteklar. Inga underarter finns listade.